# دبیرستان بزرگسالان
دبیرستان بزرگسالان یا مدرسه بزرگسالان، مؤسسه‌ای آموزشی است که با هدف ارائه آموزش به افراد بزرگسال طراحی و تأسیس شده است. این نوع دبیرستان، ویژه افرادی است که تحصیلات متوسطه خود را به پایان نرسانده و مایل به ادامه تحصیل می‌باشند. برخی از این مراکز، علاوه بر آموزش دروس اصلی، خدماتی نظیر مراقبت از کودک، برنامه‌های ویژه ادغام برای مهاجران و پناهندگان، دوره‌های مهارت‌آموزی شغلی و سایر خدمات متناسب با نیازهای خاص دانش‌آموزان بزرگسال را ارائه می‌کنند. همچنین، برخی از دبیرستان‌های بزرگسالان ممکن است دوره‌های عمومی همچون آموزش مهارت‌های رایانه‌ای یا سایر دوره‌های آموزش مداوم را نیز برگزار نمایند.

## تاریخچه
ساموئل فاکس در سال ۱۷۹۸ میلادی با همکاری ویلیام سینگلتون، نخستین «مدرسه بزرگسالان» را در شهر ناتینگهام انگلستان بنیان نهاد. در آغاز، کلاس‌ها ویژه زنان جوانی بود که در کارخانه‌های محلی توری‌بافی و جوراب‌بافی اشتغال داشتند. ویلیام سینگلتون، که از پیروان مکتب متدیسم بود، مسئولیت تأسیس مدرسه را بر عهده داشت، اما اداره آن عمدتاً توسط فاکس و کارکنان فروشگاه مواد غذایی وی انجام می‌شد. طبق برنامه‌ریزی، کارکنان فاکس وظیفه تدریس را بر عهده داشتند و پس از دو ساعت آموزش، فاکس رأس ساعت ۹ صبح روزهای یکشنبه، برای آنان صبحانه تدارک می‌دید.
با گذشت زمان، دامنه فعالیت مدرسه گسترش یافت و پذیرای مردان نیز گردید. گفته می‌شود فاکس علاقه‌ای ویژه به ارتقای سطح آموزش بزرگسالان داشت. باور بر این است که جلسات درسی با قرائت کتاب مقدس آغاز می‌شد و از این کتاب به‌عنوان منبع درسی جهت آموزش مهارت‌های خواندن و نوشتن استفاده می‌گردید. همچنین، فاکس سه روز در هفته، در ساعات صبح، به تدریس مباحث پیشرفته‌تر ریاضیات برای دانش‌آموزان می‌پرداخت و حتی برخی از آنان را برای ادامه مسیر و ورود به حرفه معلمی، از نظر مالی حمایت می‌کرد.
مدارس به‌صورت مستقل تحت پوشش اتحادیه ملی مدارس بزرگسالان فعالیت می‌کردند. در رویدادی که در اکتبر ۱۹۴۸ به مناسبت یکصد و پنجاهمین سالگرد تأسیس این اتحادیه در شهر ناتینگهام برگزار شد، اعلام گردید که نمایندگانی از میان ۷۰۰ تا ۸۰۰ مدرسه در سراسر انگلستان، ولز و اسکاتلند به این مراسم دعوت شده‌اند.